# Curvatura maggiore dello stomaco
Nell'anatomia umana la parte esterna dello stomaco può essere diviso in curvatura maggiore e curvatura minore, la prima è 4-5 volte più grande della seconda.

## Anatomia
L'apporto di sangue è garantito da 2 arterie: l'arteria gastroepiploica di destra (ramo della arteria gastroduodenale) e l'arteria gastroepiploica di sinistra ramo dell'arteria lienale. Il drenaggio venoso è operato da vene omonime. La vena gastroepiploica di destra si getta nella vena mesenterica superiore, la vena gastroepiploica di sinistra nella vena lienale. Lungo la curvatura prende inserzione il grande epiploon, costituito dall'accollamento dei due foglietti sierosi, anteriore e posteriore che rivestono lo stomaco e che si porta verso il basso a coprire il colon trasverso e le anse del tenue. La curvatura termina nel piloro.